# Ute Christensen
Ute Christensen (* 21. Dezember 1955 in Neubrandenburg; gebürtig Ute Schernau) ist eine deutsche Schauspielerin und Drehbuchautorin.

## Leben
Nach der Mittleren Reife besuchte sie in der damaligen DDR für dreieinhalb Jahre die Staatliche Schauspielschule Rostock und erhielt 1974 ein Engagement am Volkstheater Rostock. Sie veranstaltete Brecht-Abende und wirkte in einigen Filmen mit.
Im Kofferraum des Wagens ihres Freundes und späteren Ehemanns Alain Christensen flüchtete sie 1975 in den Westen. Sie hielt sich zunächst in Paris auf und ließ sich 1976 in der Bundesrepublik nieder. Bühnenrollen führten sie Ende der 1970er Jahre an die Landesbühne Hannover und an das Theater Aachen.
Bis zur Mitte der 1990er Jahre wirkte sie in zahlreichen Fernsehproduktionen mit, u. a. in einigen Folgen von Der Alte und Derrick. Sie wirkte in dem mehrteiligen Fernsehspiel Tod eines Schülers mit, in dem sie die Rolle der Freundin übernahm. Christensen hat ebenfalls in der Fernsehserie Ich heirate eine Familie mitgespielt. In Pan Tau – Der Film übernahm sie die Rolle der Mutter.
In der Tatort-Folge Peggy hat Angst (1983) mit Hannelore Elsner musste Ute Christensen einen Mord am Telefon spielen, bei dem nur ihre Schreie aus dem Telefonhörer zu hören waren.
Ute Christensen verfasst Kurzdrehbücher für Fernsehserien wie Niedrig und Kuhnt – Kommissare ermitteln und Streit um drei.
Seit 2019 ist sie im Stiftungsbeirat der IVQS-Stiftung gegen Altersarmut bei Schauspielern.

## Filmografie (Auswahl)
- 1971: Karriere
- 1978: Jauche und Levkojen (Fernseh-Mehrteiler)
- 1980: Nirgendwo ist Poenichen (Fernseh-Mehrteiler)
- 1980–1986: Der Alte (Fernsehserie, drei Folgen)
- 1980–1991: Derrick (Fernsehserie, fünf Folgen)
- 1981–1982: Bretter, die die Welt bedeuten (achtteilige Fernsehserie)[3]
- 1981: Tunnel 21 (amerikanischer Kinofilm)
- 1981: Tod eines Schülers (Fernsehserie, fünf Folgen)
- 1983: Geschichten aus der Heimat (Fernsehserie, Folge: „Sag ‚Prost Neujahr‘, Liebling“, als Sybille)
- 1983: Das Traumschiff (Fernsehserie, Folge „Karibik“)
- 1983: Tatort (Fernsehserie, Folge „Peggy hat Angst“)
- 1984: Ein Fall für zwei (Fernsehserie, Folge: „Auf eigene Gefahr“)
- 1984: Die Krimistunde (Fernsehserie, Folge 10, Episode: „Ich spiel Sie an die Wand“)
- 1984: Mama Mia – Nur keine Panik
- 1984–1986: Ich heirate eine Familie (Fernsehserie)
- 1985: Die Krimistunde (Fernsehserie, Folge 13, Episode: „Der zweite Schuldspruch“)
- 1986: Liebling Kreuzberg (Fernsehserie, eine Folge)
- 1987: Großstadtrevier (Fernsehserie, eine Folge)
- 1987: Der kleine Staatsanwalt
- 1987: Tatort (Fernsehserie, Folge „Eine Million Mäuse“)
- 1988: Mama Mia – Nur keine Panik
- 1988: Der Boss aus dem Westen (Fernsehfilm)
- 1988: Pan Tau – Der Film
- 1989: Die Männer vom K3 (Fernsehserie, eine Folge)
- 1990: Drei Damen vom Grill (Fernsehserie, zwei Folgen)
- 1994: Der Ring des Drachen (Desideria e l’anello del drago) (Fernseh-Zweiteiler)
- 1995: Blutige Spur (Fernsehfilm)
- 1996: Ein Fall für zwei (Fernsehserie, Folge: „Miese Tricks“)
- 1998: Tatort (Fernsehserie, Folge „Rosen für Nadja“)